# Districte de Farrukhabad
El districte de Farrukhabad (hindi फ़र्रुख़ाबाद ज़िला) és una divisió administrativa d'Uttar Pradesh a l'Índia, divisió de Kanpur, amb capital a Fatehgarh. Els rius principals són el Ganges, el Ramganga i el Kali Nadi. Altres rius són el Bagar, Isan, Arind i Pandu. Fins al 1997 incloïa el districte de Kanauj que el 19 de setembre d'aquest any fou separat i va formar un nou districte. La superfície és de 4.274 km² i la població d'1.885.204 habitants (2011).
Administrativament està format per tres tehsils: Farrukhabad, Kaimganj i Amritpur (creat el 1997).

## Història
La part nord del districte formà part de l'antic regne de Panchala esmentat al Mahabharata. S'han trobat restes del període budista datats al començament de l'era cristiana. Als segles IV i V fou part dels dominis dels gupta i quan aquesta dinastia va entrar en decadència al segle VI fou un petit regne de la dinastia Maukhari. Aquesta va caure abans que el rei de Malwa, que al seu torn fou derrotat més tard pel rei de Thanesar al Panjab, Harshavardhana de Thanesar, que va fundar al segle VII un gran imperi al nord de l'Índia, que fou visitat pel peregrí xinès Hiuen Tsiang, que descriu la magnificència de la seva cort.
A la mort d'Harsa o Harsavardhana l'imperi es va enfonsar ràpidament i noves dinasties van governar a Kanauj en els següents anys. Al final del segle X i començaments del XI governava a Kanauj el rajput rathor Rajyapala (era el raja de Kanauj quan Mahmud de Gazni va atacar l'Índia). Mahmud va conquerir Mathura i va seguir cap a Kanauj (1018) capturant els seus set forts el 1019. Segons una inscripció dels chalukyes, Kanauj va passar després als rashtrakutes; vers 1089 o 1090 governava Chandradeva, primer rei Gahavadala de Kanauj i entre 1114 i 1154 va tenir altre cop gran importància. Els chauhans la van governar del 1170 al 1194 quan fou annexionada a Ghor i després al sultanat de Delhi; el raja Jaichandra o Jai Chand fou mort per Muizz al-Din Muhammad de Ghur el 1193. Des de 1194 un governador regular musulmà es va establir a Kanauj. Algunes revoltes es van produir al districte però foren reprimides.
Al segle xiv una part del districte va quedar dins el sultanat de Jaunpur. Quan el 1399 Tamerlà va conquerir Delhi el sultà Nasir al-Din Mahmud Shah III Tughluk (1395-1399) es va establir a Kanauj (1399-1413). Després fou ciutat de primera línia en les diverses guerres entre Delhi i Jaunpur i finalment el 1479 Bahlul Shah Lodi (1452-1489) va fer reconèixer la sobirania de Delhi. Vers 1526 fou ocupada per Baber i el 1540 va passar a Sher Shah Suri quan aquest va derrotar l'emperador Humayun prop de Kanauj, però fou recuperada per Humayun el 1556 i va gaudir després d'un llarg període de força tranquil·litat.
El 1714 Farrukhabad fou el centre de l'estat fundat pels Bangash aprofitant la decadència de l'Imperi Mogol. Vegeu Farrukhabad.
El 1777 les tropes britàniques es van estacionar a Fatehgarh com a part de la brigada que havia de protegir Oudh i del 1780 al 1785 un resident britànic s'hi va establir. El 1801 el govern del nawab d'Oudh va cedir alguns districtes incloent el de Farrukhabad als britànics i el dret a recaptar el tribut dels nawabs de Farrukhabad, el sobirà del qual va renunciar als seus drets el 1802. El 1804 Holkar d'Indore va assolar el Doab però fou derrotat per Lord Lake en una brillant marxa nocturna, a la batalla lliurada prop de Farrukhabad.
El districte no va tenir esdeveniments rellevants fins al 1857; les notícies que venien de Meerut es van saber a Farrukhabad el 14 de maig de 1857; una setmana després es van conèixer els fets d'Aligarh; el 29 de maig la infanteria nativa va mostrar signes de motí; el 3 de juny insurgents d'Oudh van creuar el Ganges i van aconseguir fer esclatar la revolta l'endemà; els oficials europeus i els residents van abandonar Fatehfgarh la mateixa nit però alguns l'endemà van retornar i hi van restar fins al 18 de juny quan en una nova revolta més àmplia els revolucionaris van proclamar la sobirania del nawab de Farrukhabad; els europeus foren assetjats a partir del dia 25 de juny al fort que va haver de ser evacuat el 4 de juliol, escapant els defensors en barques després de destruir la fortalesa; un dels bots va arribar a Bithur però els seus ocupants van ser assassinats a Cawnpore per Nana Sahib; el segon bot va arribar a 15 km més avall pel Ganges però allí foren capturats i morts excepte tres. El nawab fou sobirà fins al 23 d'octubre de 1857 quan fou derrotat pels britànics a Kanauj, i encara després el nawab unit a Bakht Khan de Bareilly va conservar el control fins a final d'any; el 2 de gener de 1858 les forces britàniques van creuar el Kali Nadi i l'endemà van ocupar Fatehgarh; el nawab i Firoz Shah van fugir a Bareilly. El general Hope va derrotar els rebels de Budaun a Shamsabad (18 de gener) i el general Seaton va derrotar un altre grup rebel el 7 d'abril; el maig un contingent de rebels de Bundelkhand va creuar cap al districte i va assetjar Kaimganj però aviat foren expulsats cap a Oudh i el districte va quedar pacificat.
El districte mesurava 4364 km² i tenia 2 ciutats i 1.689 pobles amb una població de: 
- 1872: 917.178
- 1881: 907.608
- 1891: 858.687
- 1901: 925.812

Estava dividit en sis tahsils o talukes: 
- Kanauj (capital Sarai Miran)
- Tirwa
- Chhibramau
- Farrukhabad,
- Kaimganj
- Aligarh

Les principals ciutats eren Farrukhabad i Fatehgarh (que juntes formaven una única municipalitat) i Kanauj. El tahsil de Farrukhabad tenia una superfície de 878 km² i estava limita a l'est pel Ganges i al sud pel Kala Nadi, tenint una població de 250.352 habitants el 1901 repartida en 387 pobles i el municipi de Farrukhabad-Fatehgarh (amb una població de 67.338 habitants).